# Jay Lozada
Jay Lozada, eigentlich Víctor Lozada, auch bekannt als “Nuevo Sonero de la Salsa” oder „Salsero de la Mata“, ist ein puerto-ricanischer Salsamusiker.

## Werdegang
Jay Lozada wurde in New York City geboren. Er ist der Bruder des bekannten Rapmusikers Vico C (Luis Armando Lozada).  Als er acht Jahre alt war, kehrten seine Eltern nach Puerto Rico zurück. Auf der Universidad Interamericana de Puerto Rico absolvierte Lozada einen Wirtschaftsabschluss. Danach kehrte Lozada in die USA zurück. Neben seinen Hobbys Baseball und Basketball, interessierte sich Lozada von früh an stark für Musik.  Jay Lozada war Mitglied in zahlreichen Bands wie La Mezcla und Tercera Generación. Sie veröffentlichten 1996 unter anderen den Radiohit „No Hay Problema“. Er verschaffte sich Aufmerksamkeit als Solokünstler und bildete im Laufe seines Schaffens eine Brücke zwischen der Salsamusik verschiedener Generationen. Stark geprägt haben ihn Musiker wie  Marc Anthony, Gilberto Santa Rosa, Victor Manuelle, Luis Enrique und Eddie Santiago. Sein erster Hit wurde 2001 der Titel  „Por Amarte Así“. Für Hits wie “La Gran Señora”  und  “Si No Llegas” wurde Jay Lozada zum “Artista Revelación del Año” Tropical-Salsa und Lo Nuestro Preis 2002 nominiert. Seine Musik wurde in Puerto Rico, New York, Miami und Chicago populär.

## Diskografie
- Jay Lozada (2000)
- Jamás Pensé (2004)